# Aisling Franciosi

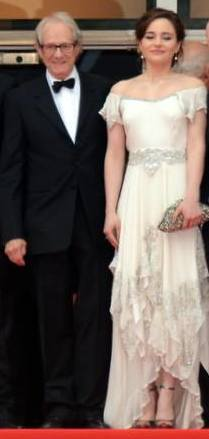
Ken Loach i Aisling Franciosi (Cannes 2014)

Aisling Franciosi (ur. 6 czerwca 1993) – irlandzko-włoska aktorka, która wystąpiła m.in. w filmach Klub Jimmy’ego, Słowik oraz serialach Gra o tron i Upadek.

## Filmografia

### Filmy
| Rok  | Tytuł                     | Rola              | Uwagi            |
| ---- | ------------------------- | ----------------- | ---------------- |
| 2014 | Klub Jimmy’ego            | Marie             |                  |
| 2014 | Ambition                  | Apprentice        | film krótkometr. |
| 2016 | Ambition – Epilogue       | Master            | film krótkometr. |
| 2018 | Słowik                    | Clare             | gł. rola         |
| 2020 | Home                      | Delta             |                  |
| 2021 | Niewybaczalne             | Katherine Malcolm |                  |
| 2022 | God's Creatures           | Sarah Murphy      |                  |
| 2023 | Demeter: Przebudzenie zła | Anna              |                  |
| 2023 | Stopmotion                | Ella Blake        |                  |
| 2024 | Nie mów zła               | Ciara             |                  |

### Telewizja
| Rok       | Tytuł               | Rola               | Uwagi                  |
| --------- | ------------------- | ------------------ | ---------------------- |
| 2012      | Trivia              | Trish              | 1 odc.                 |
| 2013–2016 | Upadek              | Katie Benedetto    | w gł. obsadzie         |
| 2014      | Quirke              | Phoebe Griffin     | miniserial; w gł. obs. |
| 2015      | Vera                | Sigourney O'Brien  | 1 odc.                 |
| 2015      | Maski szpiega       | Kate Crawford      | 10 odc.                |
| 2016–2017 | Gra o tron          | Lyanna Stark       | 2 odc.                 |
| 2017      | Clique              | Georgia Cunningham | 6 odc.                 |
| 2018      | Geniusz: Picasso    | Fernande Olivier   | 6 odc.                 |
| 2020      | To wiem na pewno    | młoda Dessa        | 2 odc.                 |
| 2020      | Black Narcissus     | Sister Ruth        | 3 odc.                 |
| 2023–2024 | Legenda Vox Machiny | Kaylie (głos)      | 5 odc.                 |